# Михайло Месарович
Михайло Д. Месарович (серб. Михајло Д. Месаровић, *2 липня 1928, Зренянин, Королівство Югославія) — сербський математик, доктор філософії (PhD), «Кеді Стейлі професор» інженерних систем і математики в Західному резервному університеті Кейса в Клівленді, штат Огайо, США. Месарович є піонером у галузі теорії систем, науковим керівником з моделювання глобальних змін Організації Об'єднаних Націй з питань освіти, науки і культури (ЮНЕСКО) і членом Римського клубу.

## Біографія
Після завершення середньої освіти, Михайло Месарович навчався в університеті Белграда і здобув там у 1951 році диплом спеціаліста з електротехніки. У 1955 році він отримав вчений ступінь доктора в галузі технічних наук Сербської академії наук і мистецтв у Белграді (PhD).
У 1951—1955 роках Месарович працював на посаді наукового співробітника в Інституті Ніколи Тесли в Белграді. З 1955 по 1958 рік він очолював відділ інспекції цього інституту. У той же час працював викладачем у Белградському університеті.
У 1958 році Месарович став професором американського Массачусетського технологічного інституту, де працював до 1959 року. У 1959/61-1964 роках він працював доцентом, а з 1964 по 1978 професором у Західному резервному університеті Кейса в Клівленді, штат Огайо.
З 1965 року він очолював там Департамент інженерних наук (Systems Engineering Department), а з 1968 року був директором Центру системних досліджень (Systems Research Center) у цьому університеті. Починаючи з 1978 року, професор Месарович був на посаді «Кеді Стейлі професора» інженерних систем і математики (Systems Engineering and Mathematics). Одним з його учнів був  — Роджер В. Бракет, який тепер э професором комп'ютерних наук і електротехніки Гарвардського університету.
Професор Михайло Месарович завжди цікавився глобальними науковими і соціальними проблеми. Уже наприкінці 1960-х років він розробив теоретичні інструменти, які знайшли застосування в багатьох наукових дисциплінах, що стосуються глобальних питань, зокрема, проблем екології. У 1968 році він організував симпозіум «Теорія систем і біологія», запускаючи нову наукову дисципліну, що започаткувало появу кафедри біомедичної інженерії (Department of Biomedical Engineering).
У 1974 році, професор Месарович, з колегою Едуардом Пестелем, опублікували працю «Людство біля поворотного пункту», яка стала публіцистичним бестселером в Європі і була перекладена вісімнадцятьма мовами, а більше 500 000 її примірників були розповсюджні по всьому світу. Професор Ян Тінберген, лауреат Нобелівської премії з економіки, сказав про книгу таке — це був зроблений «величезний крок вперед до нашого розуміння суті найгірших вузьких місць з якими наш світ стикається».
У 1997 році генеральний директор ЮНЕСКО — Федеріко Майор затвердив Месаровича як наукового консультанта ЮНЕСКО у галузі глобального прогнозування на основі використання комп'ютерних моделей.
Професор Месарович читає лекції в більше ніж 60 країнах світу. Є офіційним радником уряду, консультантом міжнародних організацій, і часто публікується.

## Нагороди
У 2005 році Михайло Д. Месарович, Кеді Стейлі професор електротехніки та комп'ютерних наук Кейсової школи прикладних наук Західного резервного університету Кейса, нагороджений університетською премією Франка та Дороті Гумел Говорка. Нею щорічно нагороджують викладача Кейсової школи прикладних наук за виняткові досягнення в галузі викладання та наукових дослідженнях, які приносять користь людству.